# Suicide Squad (banda sonora)

Suicide Squad: O Álbum é o álbum de trilha sonora para o filme de mesmo nome. O álbum foi lançado em 5 de agosto de 2016, pela Atlantic Records, e a Warner Bros Records. O álbum intitulado Suicide Squad (Original Motion Picture Score) e composto por Steven Price, foi lançado em 8 de agosto de 2016 pela WaterTower Music. A edição digital do álbum contém oito faixas bônus.

## Desempenho comercial
Nos Estados Unidos, a trilha sonora estreou no número um na Billboard 200, com 182,000 unidades de álbum equivalentes. Ele também foi o álbum mais vendido da semana, a venda de 128,000 cópias em sua primeira semana no gráfico.

## Suicide Squad: O Álbum

### Lista de faixas
| Edição simples | |         |  |
| N.º            | Título | Duração |  |
| 1.             | "Purple Lamborghini" (Skrillex & Rick Ross)                                                                           | 3:35    |  |
| 2.             | "Sucker for Pain" (Lil Wayne, Wiz Khalifa e Imagine Dragons com Logic, Ty Dolla $ign e participação de X Ambassadors) | 4:04    |  |
| 3.             | "Heathens" (Twenty One Pilots)                                                                                        | 3:15    |  |
| 4.             | "Standing in the Rain" (Action Bronson, Mark Ronson e Dan Auerbach)                                                   | 3:22    |  |
| 5.             | "Gangsta" (Kehlani)                                                                                                   | 2:57    |  |
| 6.             | "Know Better" (Kevin Gates)                                                                                           | 3:28    |  |
| 7.             | "You Don't Own Me" (Grace, participação de G-Eazy)                                                                    | 3:19    |  |
| 8.             | "Without Me" (Eminem)                                                                                                 | 4:52    |  |
| 9.             | "Wreak Havoc" | 3:48    |  |
| 10.            | "Medieval Warfare" (Grimes)                                                                                           | 3:01    |  |
| 11.            | "Bohemian Rhapsody" (Panic! at the Disco)                                                                             | 6:01    |  |
| 12.            | "Slippin' into Darkness" (War)                                                                                        | 3:47    |  |
| 13.            | "Fortunate Son" (Creedence Clearwater Revival)                                                                        | 2:18    |  |
| 14.            | "I Started a Joke" (ConfidentialMX, participação de Becky Hanson)                                                     | 3:10    |  |

| Edição de colecionador | |         |  |
| N.º                    | Título | Duração |  |
| 1.                     | "Purple Lamborghini" (Skrillex & Rick Ross)                                                                           | 3:35    |  |
| 2.                     | "Sucker for Pain" (Lil Wayne, Wiz Khalifa e Imagine Dragons com Logic, Ty Dolla $ign e participação de X Ambassadors) | 4:04    |  |
| 3.                     | "Heathens" (Twenty One Pilots)                                                                                        | 3:15    |  |
| 4.                     | "Standing in the Rain" (Action Bronson, Mark Ronson e Dan Auerbach)                                                   | 3:22    |  |
| 5.                     | "Gangsta" (Kehlani)                                                                                                   | 2:57    |  |
| 6.                     | "Know Better" (Kevin Gates)                                                                                           | 3:28    |  |
| 7.                     | "You Don't Own Me" (Grace, participação de G-Eazy)                                                                    | 3:19    |  |
| 8.                     | "Without Me" (Eminem)                                                                                                 | 4:52    |  |
| 9.                     | "Super Freak" (Rick James)                                                                                            | 3:26    |  |
| 10.                    | "Wreak Havoc" (Skylar Grey)                                                                                           | 3:48    |  |
| 11.                    | "Medieval Warfare" (Grimes)                                                                                           | 3:01    |  |
| 12.                    | "Bohemian Rhapsody" (Panic! at the Disco)                                                                             | 6:01    |  |
| 13.                    | "Slippin' into Darkness" (War)                                                                                        | 3:47    |  |
| 14.                    | "Fortunate Son" (Creedence Clearwater Revival)                                                                        | 2:18    |  |
| 15.                    | "Spirit in the Sky" (Norman Greenbaum)                                                                                | 3:10    |  |
| 16.                    | "I'd Rather Go Blind" (Etta James)                                                                                    | 2:35    |  |
| 17.                    | "I Started a Joke" (ConfidentialMX, participação de Becky Hanson)                                                     | 3:10    |  |

### Música adicional
Embora essas canções aparecem no filme, eles não estão incluídas no álbum da trilha sonora.
- The Animals – "The House of the Rising Sun"
- Lesley Gore – "You Don't Own Me"
- The Rolling Stones – "Sympathy for the Devil"
- Rick James – "Super Freak"
- AC/DC – "Dirty Deeds Done Dirt Cheap"
- Kanye West – "Black Skinhead"
- Rae Sremmurd featuring Bobo Swae – "Over Here"
- Black Sabbath – "Paranoid"
- The White Stripes – "Seven Nation Army"
- Norman Greenbaum – "Spirit in the Sky"
- K7 – "Come Baby Come"
- Etta James – "I'd Rather Go Blind"
- Henryk Górecki – "Symphony No. 3 (Górecki)"
- Queen – "Bohemian Rhapsody"
- Sweet – "The Ballroom Blitz" (trailers only)

### Gráficos
| Gráfico (2016)                        | Posição |
| ------------------------------------- | ------- |
| Álbuns franceses (SNEP)               | 9       |
| Compilação de álbuns italianos (FIMI) | 10      |

## Suicide Squad (Original Motion Picture Score)

### Lista de faixas
| N.º | Título                                   | Duração |  |
| 1.  | "Task Force X"                           | 4:53    |  |
| 2.  | "Arkham Asylum"                          | 3:23    |  |
| 3.  | "I'm Going to Figure This Out"           | 1:41    |  |
| 4.  | "You Make My Teeth Hurt"                 | 2:30    |  |
| 5.  | "I Want to Assemble a Task Force"        | 2:52    |  |
| 6.  | "Brother Our Time Has Come"              | 4:42    |  |
| 7.  | "A Serial Killer Who Takes Credit Cards" | 2:09    |  |
| 8.  | "A Killer App"                           | 2:53    |  |
| 9.  | "That's How I Cut and Run"               | 3:09    |  |
| 10. | "We Got a Job to Do"                     | 1:41    |  |
| 11. | "You Die We Die"                         | 4:01    |  |
| 12. | "Harley and Joker"                       | 2:49    |  |
| 13. | "This Bird Is Baked"                     | 4:42    |  |
| 14. | "Hey Craziness"                          | 4:01    |  |
| 15. | "You Need a Miracle"                     | 2:36    |  |
| 16. | "Diablo's Story"                         | 1:42    |  |
| 17. | "The Squad"                              | 3:58    |  |
| 18. | "Are We Friends or Are We Foes?"         | 4:16    |  |
| 19. | "She's Behind You"                       | 3:02    |  |
| 20. | "One Bullet Is All I Need"               | 3:32    |  |
| 21. | "I Thought I'd Killed You"               | 3:49    |  |
| 22. | "The Worst of the Worst"                 | 4:11    |  |

| Faixas bônus da edição digital |                                      |         |  |
| N.º                            | Título                               | Duração |  |
| 23.                            | "June Moone"                         | 2:37    |  |
| 24.                            | "Did That Tickle?"                   | 3:41    |  |
| 25.                            | "You Know the Rules Hotness"         | 1:58    |  |
| 26.                            | "Enchantress in the War Room"        | 2:35    |  |
| 27.                            | "Introducing Diablo and Croc"        | 2:09    |  |
| 28.                            | "Task Force X Activated"             | 2:11    |  |
| 29.                            | "Can Everyone See This Trippy Stuff" | 4:25    |  |
| 30.                            | "I Promised My Friends"              | 1:29    |  |